# Glauconycteris
Glauconycteris är ett släkte fladdermöss i familjen läderlappar med cirka 10 arter som förekommer i Afrika.

## Utseende
Individerna når en kroppslängd (huvud och bål) av 35 till 68 mm och en svanslängd av 35 till 55 mm. De är 6 till 15 gram tunga. Pälsens färg varierar beroende på art mellan svart, brun, grå och krämvit. Hos vissa arter är håren delad i tre avsnitt med olika färger. På kroppen förekommer ofta vita fläckar eller strimmor. Vid varje sida av munnen och vid öronen finns knölar som är sammanlänkade med en vulst.
Flygmembranens färg kan vara mörk eller ljus. Det finns även medlemmar med mörka vener på ljus grund så att färgsättningen liknar ett spindelnät. De mellersta framtänderna i överkäken kan beroende på art ha en eller två knölar på toppen.

## Utbredning och habitat
Arterna lever i Afrika söder och öster om Sahara. I öst når de så långt söderut som Tanzania. Habitatet utgörs av tropiska regnskogar, mindre trädansamlingar och savanner. De uppsöker även fruktträdodlingar.

## Ekologi och status
Dessa fladdermöss vilar gömda bakom stora palmblad eller i den täta vegetationen. De använder även trädens håligheter och stugor som viloplats. Där bilar de mindre flockar med 2 till 30 medlemmar. När de flyger påminner deras rörelser om fjärilar, därför fick de det engelska trivialnamnet "Butterfly Bats". Honan föder en eller två ungar per kull.
IUCN listar 6 arter med kunskapsbrist (DD) och alla andra som livskraftig (LC).

## Systematik
Wilson & Reeder (2005) samt IUCN listar följande arter i släktet:
- Glauconycteris alboguttatus
- Glauconycteris argentatus
- Glauconycteris beatrix
- Glauconycteris curryae
- Glauconycteris egeria
- Glauconycteris gleni
- Glauconycteris humeralis
- Glauconycteris kenyacola
- Glauconycteris machadoi
- Glauconycteris poensis
- Glauconycteris superbus
- Glauconycteris variegatus

Catalogue of Life och andra äldre avhandlingar räknar arterna till släktet Chalinolobus.